# Natarosa subrosea
Natarosa subrosea är en fjärilsart som beskrevs av Alfred Ernest Wileman 1915. Natarosa subrosea ingår i släktet Natarosa och familjen snigelspinnare. Inga underarter finns listade i Catalogue of Life.